# 4857 Altgamia
A 4857 Altgamia (ideiglenes jelöléssel 1984 FM) a Naprendszer kisbolygóövében található aszteroida. Carolyn Shoemaker fedezte fel 1984. március 29-én.